# Obi-Wan Kenobi utca
Az Obi-Wan Kenobi utca (lengyelül ulica Obi-Wana Kenobiego) egy utca Lengyelországban, Toruń megyében, a Kujávia-pomerániai vajdaságban, Grabowiec városában. Az utca Obi-Wan Kenobiról, a Csillagok háborúja-franchise kitalált szereplőjéről kapta a nevét.

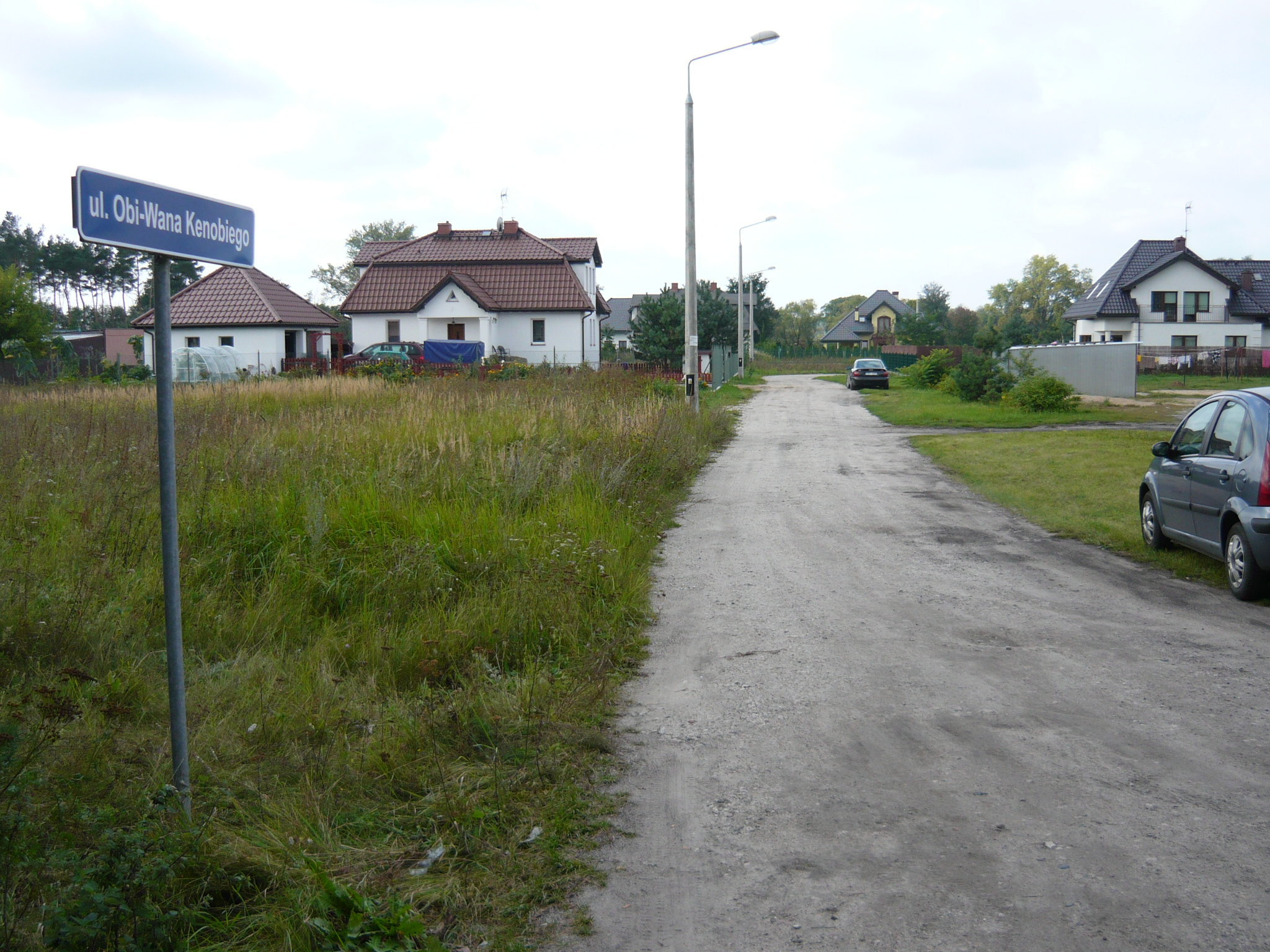
Az utca.

Az utcanevet Leszek Budkiewicz, a Grabowiec-i székhelyű Lubicz Gmina közösségi tanácsának tagja javasolta. 
A javaslatot a 2004. december 30-i XXVIII/373/04 határozat elfogadta, és 14 nappal később lépett hatályba.
Azóta az utcanév számos Star Wars-rajongót vonzott. 2009-ben, 2010-ben és 2011-ben is, a Star Wars rajongói találkozó során sok résztvevő járt az utcán, miközben különböző Star Wars témájú cosplayeket viseltek: az utcát még a Star Wars-színészek, Gerald Home és Paul Blake is meglátogatták 2008-ban, Kenneth Colley és Richard LeParmentier 2009-ben, David Prowse 2010-ben és Jeremy Bulloch 2011-ben.